# 完泽 (卫王)
完泽（?—?），元朝蒙古宗王。孛儿只斤氏。成吉思汗的玄孙，拖雷的曾孙，蒙哥之孙，玉龙答失之子。
完泽在元成宗元贞二年（1296年）被朝廷赐印。大德九年（1305年）封卫安王，赐金印。元武宗至大三年（1310年），进封卫王，扶兽纽金印。完泽有二子：郯王彻彻秃、卫王宽彻哥。

## 子女
- 郯王彻彻秃
- 卫王宽彻哥
- 奴伦公主嫁汪古部首领阿里八䚟